# Watch the Throne
Watch the Throne — спільний студійний альбом американських реперів Jay-Z і Каньє Веста, відомих під загальною назвою The Throne. Він вийшов 8 серпня 2011 року на лейблах Roc-A-Fella Records, Roc Nation і Def Jam Recordings. До релізу Jay-Z і Вест співпрацювали над різними синглами, а останній був продюсером для першого. Спочатку вони прагнули разом записати мініальбом із п’яти пісень, але згодом проєкт переріс у повноформатний альбом. Серед запрошених гостей альбому: Френк Оушен, The-Dream, Бейонсе та Mr Hudson. Він також містить вокальні внески Кід Каді, Seal, Джастіна Вернона, Еллі Джексона, Конні Мітчелл, Чарлі Вілсона та Піта Рока, серед інших, а також семпли вокалу соул-музикантів Отіса Реддінга та Кертіса Мейфілда.
Запис проходив у різних місцях і розпочався в листопаді 2010 року, а продакшн очолювали Каньє Вест і низка відомих продюсерів, зокрема Майк Дін, Swizz Beatz, Піт Рок, RZA, Джефф Баскер, The Neptunes і Q-Tip. Розширюючи щільний продакшн-стиль п’ятого студійного альбому Веста My Beautiful Dark Twisted Fantasy 2010 року, Watch the Throne поєднує в собі вплив оркестру та прогресивного року, нетрадиційні семпли та драматичні мелодії у своєму звучанні. Хвастливі тексти пісень демонструють теми досконалості, розкоші, занепаду, слави, матеріалізму, влади та тягаря успіху, а також політичну та соціально-економічну критику. Альбом також виражає інші теми, такі як думки Джей-Зі про батьківство, роздуми Веста про те, що його вважають соціальним лиходієм, і їхній успіх як виконавців. Багато авторів інтерпретували тему так, що вона стосується тяжкого становища афроамериканців, які борються з фінансовим успіхом в Америці.

## Сингли
Для Watch the Throne вийшло сім синглів, у тому числі «H•A•M», «Otis», «Lift Off», «No Church in the Wild», а також хіт «Niggas in Paris», що входить до п’ятірки найкращих Billboard Hot 100, а 3 сингли отримали музичні кліпи. Jay-Z і Каньє Вест вирушили в рекламний тур Watch the Throne Tour, який тривав з жовтня 2011 по червень 2012 року і став найкасовішим хіп-хоп концертним туром в історії.

## Комерційний успіх
Альбом дебютував під номером один у чарті Billboard 200, продавши 436 000 копій за перший тиждень, і побив рекорд продажів iTunes за перший тиждень на той час. Він потрапив до першої десятки в 11 інших країнах, включаючи Канаду та Великобританію. За даними Nielsen SoundScan, станом на липень 2013 року в США було продано 1 573 000 копій альбому. 23 листопада 2020 року Асоціація індустрії звукозапису Америки (RIAA) також отримала п’ятикратний статус платинового за продаж понад 5 млн копій у США.

## Критика
Альбом отримав дуже позитивні відгуки музичних критиків, які переважно високо оцінювали виступи реперів і продюсування. Однак деякі рецензенти визнали ліричний вміст ненадихаючим. Багато критиків і видань включили Watch the Throne до своїх списків найкращих за підсумками року, зокрема Rolling Stone і The Washington Post.

## Передісторія
Джей-Зі та Каньє Вест спочатку працювали разом над піснею «This Can't Be Life» з альбому Jay-Z 2000 року The Dynasty: Roc La Familia, спродюсованого Вестом, потім над альбомом Джей-Зі 2001 року The Blueprint, який демонстрував особливий стиль Веста у продакшні того часу. Ранні продюсерські роботи Веста над музикою Джей-Зі допомогли підвищити його авторитет у музичній індустрії. Хоча спочатку Вест розглядався лише як продюсер, згодом завдяки успіху його дебютного альбому The College Dropout та його синглів Вест став і життєздатним репером, і продюсером. Вест продовжував бути одним із головних продюсерів Джей-Зі на наступних альбомах, таких як The Black Album і Kingdom Come. Jay-Z також з'явився на перших двох альбомах Каньє, і вони часто співпрацювали. Подальша спільна робота обох включала такі сингли, як «Swagga Like Us» з альбому T.I. Paper Trail, «Run This Town» The Blueprint 3 Jay-Z, а також «Monster» і «So Appalled» з My Beautiful Dark Twisted Fantasy Каньє Веста.
Під час рекламних етапів My Beautiful Dark Twisted Fantasy з'явився ремікс пісні «Power» за участю Jay-Z. Після цього Каньє Вест оголосив у Твіттері про свій намір випустити EP з п’ятьма треками з Джей-Зі під назвою Watch the Throne. Також, за словами репера, трек «Monster» був призначений для EP, але він не вийшов. Пізніше в інтерв'ю для MTV у жовтні 2010 Вест повідомив, що проєкт було розширено до повноформатного альбому. В інтерв'ю він сказав, що записувати планували на півдні Франції.

## Нагороди
Watch the Throne отримав номінації за найкращий реп-альбом і найкращий пакет записів на 54-й щорічній церемонії вручення премії «Греммі» в 2012 році. Він програв My Beautiful Dark Twisted Fantasy Каньє Веста. «Otis» був номінований як «Найкраще реп-виконання» та «Найкраща реп-пісня», перемігши у першій номінації. На 55-й щорічній церемонії вручення премії «Греммі» у 2013 році «Niggas in Paris» отримав нагороди за найкраще реп-виконання та найкращу реп-пісню, а «No Church in the Wild» — за найкращу спільну роботу в стилі реп/спів.
| Year | Organization            | Award                           | Result    |
| ---- | ----------------------- | ------------------------------- | --------- |
| 2011 | American Music Awards   | Favorite Rap/Hip-Hop Album      | Номінація |
| 2011 | Best Art Vinyl Awards   | Best Vinyl Art                  | Номінація |
| 2011 | Soul Train Music Awards | Album of the Year               | Номінація |
| 2011 | Sucker Free Awards      | Best Album of the Year          | Перемога  |
| 2012 | Billboard Music Awards  | Top Rap Album                   | Номінація |
| 2012 | BET Hip Hop Awards      | CD of the Year                  | Перемога  |
| 2012 | Danish Music Awards     | International Album of the Year | Номінація |
| 2012 | Dieline Awards          | Dieline Package Design Award    | Перемога  |
| 2012 | Grammy Awards           | Best Recording Package          | Номінація |
| 2012 | Grammy Awards           | Best Rap Album                  | Номінація |
| 2012 | NME Awards              | Best Album Artwork              | Номінація |
| 2012 | Swiss Music Awards      | Best Album Urban International  | Номінація |

## Список композицій
| #     | Назва                                                         | Автор | Продюсер(и)                                                           | Тривалість |
| ----- | ------------------------------------------------------------- | --- | --------------------------------------------------------------------- | ---------- |
| 1.    | «No Church in the Wild» (за участю Френка Оушена & The-Dream) | Kanye West Shawn Carter Christopher Breaux Charles Njapa Mike Dean Terius Gary Wright Phil Manzanera James Brown Joseph Roach                                    | 88-Keys Kanye West Mike Dean Om'Mas Keith [c]                         | 4:32       |
| 2.    | «Lift Off» (за участю Бейонсе)                                | West Carter Jeff Bhasker Dean Pharrell Williams Bruno Mars Seal Samuel                                                                                           | Kanye West Bhasker Dean Q-Tip [a] Pharrell Williams [a] Don Jazzy [b] | 4:26       |
| 3.    | «Niggas in Paris»                                             | West Carter Chauncey Hollis Dean W.A. Donaldson | Hit-Boy Kanye West Dean [a] Anthony Kilhoffer [b]                     | 3:39       |
| 4.    | «Otis» (за участю Отіса Реддінга)                             | West Carter Harry Woods Jimmy Campbell Reg Connelly Kirk Robinson Roy Hammond Brown Roach                                                                        | Kanye West                                                            | 2:58       |
| 5.    | «Gotta Have It»                                               | West Carter Williams Brown Roach Fred Wesley Tony Pinckney | The Neptunes Kanye West [a]                                           | 2:20       |
| 6.    | «New Day»                                                     | West Carter Robert Diggs Dean Leslie Bricusse Anthony Newley | West RZA Dean Ken Lewis [b]                                           | 4:32       |
| 7.    | «That's My Bitch»                                             | West Carter Kamaal Fareed Bhasker Justin Vernon Brown Bobby Byrd Ronald Lenhoff Jeremiah Lordan                                                                  | Kanye West Q-Tip Bhasker [b]                                          | 3:22       |
| 8.    | «Welcome to the Jungle»                                       | West Carter Kassem Dean M. Dean | Swizz Beatz                                                           | 2:54       |
| 9.    | «Who Gon Stop Me»                                             | West Carter Shama Joseph M. Dean Maurice Simmonds Joshua Kierkegaard                                                                                             | Sak Pase Kanye West Dean [b]                                          | 4:16       |
| 10.   | «Murder to Excellence»                                        | West Carter K. Dean Larry Griffin Jr. Scott Mescudi Quincy Jones Harvey Mason Jr. Joel Rosenbaum Caiphus Semenya Bill Summers Mihaela Modorcea Gabriela Modorcea | Swizz Beatz S1                                                        | 5:00       |
| 11.   | «Made in America» (за участю Френка Оушена)                   | West Carter Joseph M. Dean Breaux | Sak Pase Dean [b] Keith [c]                                           | 4:52       |
| 12.   | «Why I Love You» (за участю Mr Hudson)                        | West Carter M. Dean Philippe Cerboneschi Hubert Blanc-Francard Tony Camillo Mary Sawyer                                                                          | Kanye West Dean                                                       | 3:21       |
| 46:12 |                                                               | |                                                                       |            |

| Бонус-треки делюкс-видання | Бонус-треки делюкс-видання             | Бонус-треки делюкс-видання                                                   | Бонус-треки делюкс-видання                | Бонус-треки делюкс-видання |
| #                          | Назва                                  | Автор                                                                        | Продюсер(и)                               | Тривалість                 |
| -------------------------- | -------------------------------------- | ---------------------------------------------------------------------------- | ----------------------------------------- | -------------------------- |
| 13.                        | «Illest Motherfucker Alive»            | West Carter M. Dean Joshua Luellen M.Robinson Mescudi                        | Southside Kanye West Dean                 | 5:23                       |
| 14.                        | «H•A•M»                                | West Carter Lexus Lewis M. Dean M. Robinson                                  | Lex Luger Kanye West [a] M. Dean [b]      | 4:35                       |
| 15.                        | «Primetime»                            | West Carter Ernest Wilson Russell Simmons Lawrence Smith Maureen Reid        | No I.D.                                   | 3:19                       |
| 16.                        | «The Joy» (за участю Кертіса Мейфілда) | West Carter Curtis Mayfield Peter Phillips Mescudi John Cameron John Zachary | Pete Rock Kanye West Dean [b] Bhasker [b] | 5:17                       |
| 64:37                      |                                        |                                                                              |                                           |                            |

Примітки
- ^[a] означає співпродюсера
- ^[b] означає додаткового виробника
- ^[c] позначає додаткового вокального продюсера
- «Lift Off» включає додатковий вокал Seal, містера Хадсона, Дона Джазі, Банкуллі та Рікардо Льюїса.
- «Gotta Have It» містить додатковий вокал Кід Каді.
- «That's My Bitch» включає додатковий вокал Ла Ру, Конні Мітчелл і Бона Айвера.
- «Welcome to the Jungle» містить додатковий вокал Swizz Beatz і Acapella Soul.
- «Who Gon Stop Me» містить додатковий вокал містера Хадсона, Swizz Beatz та Верса Сіммондса.
- «Murder to Excellence» містить додатковий вокал Кід Каді.
- «Illest Motherfucker Alive» включає додатковий вокал Кід Каді, Банкуллі та Од Кардони.
- «H•A•M» містить додатковий вокал Од Кардони та Джейкоба Льюїса Сміта.
- «The Joy» містить додатковий вокал Піта Рока, Кіда Куді та Чарлі Вілсона.

## Чарти
| Чарт (2011–2013)                         | Найвища позиція |
| ---------------------------------------- | --------------- |
| Australian Albums (ARIA)                 | 2               |
| Australian Urban Albums (ARIA)           | 1               |
| Austrian Albums (Ö3 Austria)             | 12              |
| Belgian Albums (Ultratop Flanders)       | 7               |
| Belgian Albums (Ultratop Wallonia)       | 16              |
| Canadian Albums (Billboard)              | 1               |
| Danish Albums (Hitlisten)                | 2               |
| Dutch Albums (Album Top 100)             | 3               |
| Finnish Albums (Suomen virallinen lista) | 23              |
| French Albums (SNEP)                     | 10              |
| German Albums (Offizielle Top 100)       | 2               |
| Irish Albums (IRMA)                      | 5               |
| Italian Albums (FMI)                     | 58              |
| Japanese Albums (Oricon)                 | 14              |
| New Zealand Albums (RMNZ)                | 4               |
| Norwegian Albums (VG-lista)              | 1               |
| Polish Albums (ZPAV)                     | 21              |
| Scottish Albums (OCC)                    | 3               |
| South Korean Albums (Gaon)               | 57              |
| Spanish Albums (PROMUSICAE)              | 43              |
| Swedish Albums (Sverigetopplistan)       | 27              |
| Swiss Albums (Schweizer Hitparade)       | 1               |
| UK Albums (OCC)                          | 3               |
| UK R&B Albums (OCC)                      | 1               |
| US Billboard 200                         | 1               |
| US Top R&B/Hip-Hop Albums (Billboard)    | 1               |
| США Top Catalog Albums (Billboard)       | 19              |

| Чарт (2011)                           | Позиція |
| ------------------------------------- | ------- |
| Australian Albums (ARIA)              | 48      |
| Canadian Albums (Billboard)           | 22      |
| Danish Albums (Hitlisten)             | 77      |
| UK Albums (OCC)                       | 104     |
| US Billboard 200                      | 14      |
| US Top R&B/Hip-Hop Albums (Billboard) | 6       |

| Чарт (2012)                           | Позиція |
| ------------------------------------- | ------- |
| Australian Urban Albums (ARIA)        | 15      |
| UK Albums (OCC)                       | 56      |
| US Billboard 200                      | 51      |
| US Top R&B/Hip-Hop Albums (Billboard) | 7       |

| Чарт (2013)                    | Позиція |
| ------------------------------ | ------- |
| Australian Urban Albums (ARIA) | 39      |

| Чарт (2015)                    | Позиція |
| ------------------------------ | ------- |
| Australian Urban Albums (ARIA) | 91      |

| Чарт (2015)                    | Позиція |
| ------------------------------ | ------- |
| Australian Urban Albums (ARIA) | 98      |

| Чарт (2016)               | Позиція |
| ------------------------- | ------- |
| Danish Albums (Hitlisten) | 98      |

| Чарт (2010–2019)                      | Позиція |
| ------------------------------------- | ------- |
| US Billboard 200                      | 145     |
| US Top R&B/Hip-Hop Albums (Billboard) | 30      |

## Сертифікації
| Регіон | Сертифікація  | Продажі   |
| --- | ------------- | --------- |
| Австралія (ARIA)                                                                                                 | Платиновий    | 70 000^   |
| Канада (Music Canada)                                                                                            | Платиновий    | 80 000^   |
| Данія (IFPI Denmark)                                                                                             | 2× Платиновий | 40 000    |
| Швеція (IFPI Sweden)                                                                                             | Золотий       | 20 000    |
| Велика Британія (BPI)                                                                                            | Платиновий    | 300 000^  |
| США (RIAA) | 5× Платиновий | 5 000 000 |
| ^відвантаження, що базуються лише на сертифікаціях · продажі+прослуховування, що базуються лише на сертифікаціях |               |           |

## Історія випуску
| Регіон | Дата           | Формат       | Лейбл                          | Примітки |
| ------ | -------------- | ------------ | ------------------------------ | -------- |
| США    | 8 серпня 2011  | Завантаження | Roc-A-Fella Roc Nation Def Jam | [ 92 ]   |
| США    | 11 серпня 2011 | CD           | Roc-A-Fella Roc Nation Def Jam | [ 92 ]   |